# توماس رایتر
توماس رایتر (به انگلیسی: Thomas Reiter) فضانورد اهل کشور آلمان است که در ۲۳ مهٔ ۱۹۵۸ میلادی در فرانکفورت زاده شد. وی در مأموریت سایوز تی‌ام-۲۲، یورومیر ۹۵، اس‌تی‌اس-۱۲۱، اکسپدییشن ۱۳، اکسپدییشن ۱۴، اس‌تی‌اس-۱۱۶ حضور داشته است.